# 赤水革命烈士纪念碑
赤水革命烈士纪念碑，位于中国广东省揭阳市普宁市流沙西街道赤水村松仔岭山，为普宁市的一个市级文物保护单位，类型为近现代重要史迹及代表性建筑，公布时间为1988年。
赤水革命烈士纪念碑的历史年代为1958年始建，1980年重建。